# Paul Chassagne
Paul Chassagne, né le 20 avril 1922 à Pessac, en Gironde et mort le 15 avril 2010 à Bordeaux, est un ingénieur aéronautique français.

## Distinctions
- Médaille de l'Aéronautique (1969)[3]
- Prix Icare de l'Association des Journalistes Professionnels de l’Aéronautique et de l’Espace (1978)
- Prix Nessim-Habif (2007)